# Jérémy Le Douaron
Jérémy Le Douaron (ur. 21 kwietnia 1998 w Ploufragan) – francuski piłkarz, występujący na pozycji lewoskrzydłowego lub środkowego napastnika we francuskim klubie Stade Brestois 29.